# بنخامین بیکونیا
بنخامین بیکونیا (انگلیسی: Benjamín Vicuña؛ زادهٔ ۲۹ نوامبر ۱۹۷۸) بازیگر و مدل اهل شیلی است. وی دانش‌آموختۀ دانشگاه شیلی و سفیر حسن نیت یونیسف در شیلی بود.
از فیلم‌ها یا مجموعه‌های تلویزیونی که وی در آن‌ها نقش داشته‌است، می‌توان به پیشنهاد سرآشپز، مردان پاکو و پیمان فرار اشاره نمود.